# Joseph Kahugu
Joseph Kahugu (7 juni 1971) is een Keniaanse marathonloper.

## Loopbaan
In 1996 won Kahugu de marathon van Dublin en in 1998 werd hij vierde in de Chicago Marathon met een persoonlijk record van 2:07.59. In 2003 won hij de marathon van Dubai en in 2004 de marathon van Madrid. In 2006 werd hij tweede op de marathon van Vancouver en won hij de marathon van Las Vegas.
In Nederland is Joseph Kahugu geen onbekende. Zo werd hij in 2002 vierde in de marathon van Rotterdam met een tijd van 2:10.48.

## Persoonlijke records
| Onderdeel      | Prestatie | Datum             | Plaats           |
| -------------- | --------- | ----------------- | ---------------- |
| halve marathon | 1:01.28   | 7 april 2002      | Berlijn          |
| 25 km          | 1:15.28   | 30 september 2007 | Berlijn          |
| 30 km          | 1:30.45   | 21 april 2002     | Rotterdam        |
| marathon       | 2:07.59   | 11 oktober 1998   | Chicago          |
| 10 Eng. mijl   | 46.33     | 18 april 1998     | Huntington Beach |

## Palmares

### halve marathon
- 2001: 7e halve marathon van Philadelphia - 1:04.04
- 2002: 4e halve marathon van Berlijn - 1:01.28
- 2002: 5e Great Scottish Run - 1:03.25
- 2002: 6e Halve marathon van Bogota - 1:05.35
- 2003:  halve marathon van Maracaibo - 1:02.11
- 2007: 8e halve marathon van Bogota - 1:07.16

### marathon
- 1996: 14e marathon van Kyong-Ju - 2:14.09
- 1996:  marathon van Dublin - 2:17.42
- 1996:  marathon van Pune - 2:13.00
- 1997: 5e marathon van Hamburg - 2:13.30
- 1998:  marathon van Cleveland - 2:11.30
- 1998: 4e marathon van Chicago - 2:07.59
- 1999: 19e marathon van Rotterdam - 2:16.11
- 1999: 7e Chicago Marathon - 2:09.37
- 2000: 16e marathon van Tokio - 2:17.39
- 2000:  marathon van Gold Coast - 2:16.39
- 2000: 50e marathon van New York - 2:31.24
- 2001: 11e marathon van Nashville - 2:25.18
- 2001:  marathon van Duluth - 2:14.59
- 2001: 17e marathon van Chicago - 2:15.36
- 2002: 4e marathon van Rotterdam - 2:10.48
- 2002: 13e marathon van Berlijn - 2:11.20
- 2003:  marathon van Dubai - 2:09.33
- 2003: 11e marathon van Londen - 2:13.17
- 2003:  marathon van San Diego - 2:10.06
- 2003: 10e marathon van Peking - 2:17.57
- 2004: 6e marathon van Oita - 2:16.10
- 2004:  marathon van Madrid - 2:15.14
- 2004:  Toronto Waterfront Marathon – 2:17.02
- 2005: 6e marathon van Mumbai - 2:15.52
- 2005: 13e marathon van Singapore - 2:21.39
- 2006: 25e marathon van Mumbai - 2:23.16
- 2006: 12e marathon van Hongkong - 2:20.54
- 2006:  marathon van Vancouver - 2:18.33
- 2006: 7e marathon van Baltimore - 2:19.07
- 2006:  marathon van Las Vegas - 2:16.23
- 2007:  marathon van Duluth - 2:17.29
- 2007: 8e marathon van Berlijn - 2:12.08
- 2007: 4e marathon van Las Vegas - 2:21.13
- 2008: 8e marathon van Madrid - 2:17.31
- 2008: 14e marathon van Dublin - 2:22.03
- 2009: 8e marathon van San Diego - 2:17.24
- 2009:  marathon van Istanboel - 2:13.32
- 2009: 12e marathon van Las Vegas - 2:29.56